# Dragan Vuković
Dragan Vuković, bosansko-hercegovski general, * 16. januar 1965.